# Confidențialitate (Star Trek: Generația următoare)
„Confidențialitate” (titlu original: „Sub Rosa”) este al 14-lea episod din al șaptelea sezon (și ultimul) al serialului TV american științifico-fantastic Star Trek: Generația următoare și al 166-lea episod în total. A avut premiera la 31 ianuarie 1994.
Episodul a fost regizat de Jonathan Frakes după un scenariu de Brannon Braga bazat pe o idee de Jeri Taylor și Jeanna F. Gallo.

## Prezentare
Dr. Beverly Crusher participă la înmormântarea bunicii ei și îndeplinește o tradiție de familie mai neobișnuită. 

## Actori ocazionali
- Michael Keenan - Maturin
- Shay Duffin - Ned Quint
- Duncan Regehr - Ronin
- Ellen Albertini Dow - Felisa Howard